# 長體胸指䱵
長體胸指䱵（學名：[Dactylophora nigricans] 错误：{{Lang}}：文本有斜体标记（帮助））為胸指䱵屬的唯一已知物種，屬日鱸目婢䱵科，過去曾被歸類於唇指䱵科之中。

## 分布
本種分佈於印度洋東部澳大利亞西南至東南以及塔斯瑪尼亞沿岸，棲息於水深不超過60（200英尺）的礁群周邊。